# قوال المحيط الهادي
قوال المحيط الهادي أو زعاق المحيط الهادي أو قوال شرقي (الاسم العلمي Eudynamys orientalis)، طائر من الزعاق وفصيلة الوقواقية. مواطنه والاسيا وجزر سليمان وأستراليا.